# Sociale geografie VU Amsterdam 1960 - ± 1970
In 1961 startte de Vrije Universiteit de studierichting sociale geografie. De eerste hoogleraar was Marcus Willem Heslinga, zijn eerste medewerker Jan Lambooy, de latere hoogleraar economische geografie, eerst aan de Vrije Universiteit, later aan de Universiteit van Amsterdam en de Universiteit Utrecht. De tweede medewerker was Ad de Bruyne, later hoogleraar niet-westerse geografie. In 1970 kwam Leendert Bak als buitengewoon hoogleraar praktische planologie. Later volgde de benoeming van Jaap Buit als hoogleraar theoretische planologie.
In 1972 onderging de interfaculteit een grondige herstructurering. Er kwamen twee subfaculteiten, een voor de fysische geografie en een voor de sociale geografie. Het aantal studenten groeide in de periode 1970-1980 spectaculair. In 1967 werd Gerard Hoekveld tot lector benoemd. Heslinga was gespecialiseerd in historische geografie en de geschiedenis van de geografie. Hoekveld zorgde voor de aansluiting bij de ontwikkelingen in de Angelsaksische geografie (meer aandacht voor kwantitatieve technieken, modellen  en theorievorming). Met Hoekveld deed de onderwijsgeografie en de stadsgeografie zijn intrede aan de Vrije Universiteit. Met andere werkte Hoekveld aan de zogenaamde applicatiecursussen waarmee aardrijkskundeleraren werden bijgeschoold. Dit resulteerde in de publicatie van de serie Geografische Verkenningen. Begrippen als handelingsverband en bollenkubus werden zo gemeengoed in het aardrijkskundeonderwijs van die periode. In 1971 werd Hoekveld hoogleraar sociale geografie in het bijzonder de urbane en rurale geografie der westerse landen. In 1976 kwam er een afzonderlijke leeropdracht voor de onderwijsgeografie, vervuld door Hans van Westrhenen.